# Valda Lake
Valda Lake (* 11. Oktober 1968 in Torquay) ist eine ehemalige britische Tennisspielerin.

## Leben

### Persönliches
Valda Lakes Mutter Pamela Mortimer war eine britische Tischtennisspielerin, die mit der Wimbledonsiegerin Angela Mortimer verwandt war.
Derzeit lebt sie in Los Angeles und besitzt eine Kunstgalerie.

### Karriere
Ihre größten Erfolge feierte Lake auf dem ITF Women’s Circuit, wo sie auf insgesamt acht Doppeltitel kam. Auf der WTA Tour erreichte sie bei den Nokia Open 1994 das Endspiel im Doppel, das sie mit 0:6 und 2:6 verlor.
1996 spielte an der Seite von Clare Wood ein Match für die britische Fed-Cup-Mannschaft, das sie mit 5:7 und 6:72 verlor.
Im selben Jahr nahm sie auch am Doppelwettbewerb der olympischen Sommerspiele in Atlanta teil, wo sie mit Clare Wood das Viertelfinale erreichte.

## Turniersiege
Doppel 
| Nr. | Datum          | Turnier           | Kategorie   | Belag           | Partnerin         | Finalgegnerinnen                  | Ergebnis      |
| --- | -------------- | ----------------- | ----------- | --------------- | ----------------- | --------------------------------- | ------------- |
| 1.  | November 1986  | Croydon           | ITF $10.000 | Teppich (Halle) | Clare Wood        | Digna Ketelaar Simone Schilder    | 7:6, 2:6, 7:5 |
| 2.  | Mai 1987       | Lee-on-the-Solent | ITF $10.000 | Sand            | Andrea Tiezzi     | Ilana Berger Titia Wilmink        | 6:3, 6:2      |
| 3.  | September 1989 | Bangkok           | ITF $10.000 | Hartplatz       | Claudine Toleafoa | Paulette Moreno Karin Ptaszek     | 7:6, 1:6, 7:5 |
| 4.  | Februar 1991   | Croydon           | ITF $10.000 | Teppich (Halle) | Sara Gomer        | Claire Wegink Dorien Wamelink     | 6:3, 2:6, 7:5 |
| 5.  | September 1991 | Sofia             | ITF $25.000 | Sand            | Meike Babel       | Ivana Havrlíková Kateřina Šišková | 7:5, 6:0      |
| 6.  | Mai 1993       | Basingston        | ITF $10.000 | Hartplatz       | Robyn Mawdsley    | Sabine Haas Liezel Horn           | 3:6, 6:4, 6:1 |
| 7.  | Februar 1996   | Southampton       | ITF $50.000 | Teppich (Halle) | Clare Wood        | Laura Golarsa Tina Križan         | 6:4, 4:6, 6:3 |
| 8.  | März 1996      | Rockford          | ITF $25.000 | Hartplatz       | Elly Hakami       | Anna Kurnikowa Ludmila Varmužová  | 6:2, 6:3      |

## Abschneiden bei Grand-Slam-Turnieren

### Einzel
| Turnier         | 1987 | 1988 | 1989 | ... | 1992 | Karriere |
| Australian Open | —    | 1    | —    |     | —    | 1        |
| US Open         | 1    | 1    | 2    |     | 1    | 2        |

### Doppel
| Turnier         | 1986 | 1987 | 1988 | ... | 1991 | 1992 | 1993 | 1994 | 1995 | 1996 | 1997 | Karriere |
| Australian Open | —    | —    | 1    |     | —    | —    | —    | 1    | 1    | 1    | 1    | 1        |
| French Open     | —    | —    | —    |     | —    | —    | —    | 1    | 1    | 1    | —    | 1        |
| Wimbledon       | 1    | 1    | 1    |     | 1    | 1    | —    | 1    | 2    | 1    | 1    | 2        |
| US Open         | —    | —    | —    |     | —    | —    | 1    | 1    | 1    | —    | —    | 1        |